# アーヴィン・D・ヤーロム
アーヴィン・D・ヤーロム（英: Irvin D. Yalom、1931年6月13日 - ）は、アメリカ合衆国の医学者、精神科医。専門は実存療法、集団精神療法。スタンフォード大学精神医学名誉教授。フィクション及びノンフィクション作家としても知られる。
ワシントンD.C.に生まれる。両親はポーランド出身のロシアからのユダヤ人移民。

## 著作

### 小説
- Every Day Gets a Little Closer 1974年
- Love´s Executioner and Other Tales of Psychotherapy 1989年
  - 『恋の死刑執行人 心の治療物語』 中野久夫、春海アイ・モンゴメリー共訳 三一書房、1996年
- When Nietzsche Wept 1992年
  - 『ニーチェが泣くとき』 金沢泰子訳 西村書店、1998年
- Lying on the Couch 1996年
- Yalom Reader 1996年
- Momma and the Meaning of Life 1999年
- The Schopenhauer Cure 2005年
  - 『人間嫌いが笑うとき　ヤーロム博士が描くグループセラピーにおける生と死の物語』鈴木孝信訳、星和書店、2023年
- I´m calling the police! A Tale of Regression and Recovery 2005年
- The Spinoza Problem 2012年

### 理論書
- The Theory and Practice of Group Psychotherapy 1970年
  - 『ヤーロム グループサイコセラピー 理論と実践』中久喜雅文、川室優共監訳 西村書店、2012年
- Existential Psychotherapy 1980年
- Inpatient Group Psychotherapy 1983年
- Concise Guide to Group Psychotherapy ソフィア・ヴィノグラードフ共著 1989年
  - 『グループ・サイコセラピー ヤーロムの集団精神療法の手引き』 川室優訳 金剛出版、1991年 新装版、1997年
- The Gift of Therapy: An Open Letter to a New Generation of Therapists and Their Patients 2001年
  - 『ヤーロムの心理療法講義 カウンセリングの心を学ぶ85講』 岩田真理訳 白揚社、2007年
- Staring at the Sun: Overcoming the Terror of Death 2008年
  - 『死の不安に向き合う　実存の哲学と心理臨床プラクティス』 羽下大信監訳、上村くにこ・饗庭千代子ほか訳 岩崎学術出版社、2018年